# 대형출도
"대형출도"는 한국에서 제작된 곽소동 감독의 1981년 영화이다. 왕룡 등이 주연으로 출연하였고 김치한 등이 제작에 참여하였다.

## 출연

### 주연
- 왕룡
- 설지연
- 유가휘
- 김기주

## 기타
- 원작자: 곽소동
- 조명: 한희창
- 미술: 김유준